# Andreas Westergaard
Andreas Westergaard (født 12. marts 1796 i Holstebro, død 1. juli 1879 på sin gård) var en dansk gårdejer og medlem af Folketinget 1853-1855.
Westergaard var søn af skolelærer Niels Westergaard. Han var købmand i Struer 1821-1831. I 1831 flyttede han til en gård i Struerdal i Gimsing Sogn (samme sogn som Struer lå i dengang). Han drev gården til sin død i 1879 men frasolgte størstedelen af jorden i 1874. Westergaard holdt religiøse møder i sit hjem og udgav religiøse skrifter. Han var medejer af kompagnigården ved Struer og fik derigennem losse- og liggepenge for skibe som anløb Struer. Han plantede en plantage ved Struer i 1832. Westergaard var også skolepatron.
Han stillede forgæves op til Folketinget ved valget i februar 1853 i Ringkøbing Amts 3. valgkreds (Holstebrokredsen). Han blev valgt ved valgene i maj 1853 og 1854 og sad i Folketinget fra 27. maj 1853 til 14. juni 1855. Han forsøgte uden held at blive genvalgt i 1855 og 1858.